# Román Chalbaud
Román Chalbaud (Mérida, Venezuela; 10 de octubre de 1931-Caracas, 12 de septiembre de 2023) fue un dramaturgo, director de teatro, de cine y televisión venezolano. Chalbaud fue una de las figuras clave de Nuevo Cine Venezolano y de la Época de Oro del cine venezolano,y parte de la llamada Santísima Trinidad del teatro venezolano, junto con Isaac Chocrón, José Ignacio Cabrujas.

## Biografía

### Primeros años
Román José Chalbaud Quintero nació en Mérida el 10 de octubre de 1931. Chalbaud se mudó a Caracas con su abuela a los seis años, y en la ciudad era visto como un niño de campo con dificultades de aprendizaje.
Chalbaud desde su adolescencia supo que quería ser narrador, aunque también tenía inclinación por la poesía. Algunas de sus primeras referencias literarias provenían de la biblioteca de su abuela, quien era una ávida lectora de literatura europea, venezolana y latinoamericana y disfrutaba viendo películas francesas e italianas. Su camino hasta convertirse en uno de los directores más reconocidos de su país se remonta a su adolescencia, cuando iba al cine y veía películas de la Época de Oro del cine mexicano.

### Inicios en el teatro
Después de terminar la secundaria, Chalbaud estudió dos años en el Teatro Experimental de Caracas y luego estudió dirección con Lee Strasberg en Nueva York.
Empezó a trabajar en la televisión y en el teatro a principios de la década de 1950. Fue durante esta época que encontró inspiración e historias para su obra El pez que fuma, que más tarde llevaría al cine. También escribió Los adolescentes, por la que ganó el premio Ateneo de Caracas, y Caín adolescente.

### Carrera cinematográfica
Comenzó su carrera cinematográfica también a principios de la década de 1950 cuando trabajó como asistente de dirección del cineasta mexicano Víctor Urruchúa, trabajando en dos de sus películas: Seis meses de vida y Luz en el páramo. En 1955 se convirtió en el director artístico de Televisora Nacional, compañía que dejó en 1958.
El primer largometraje dirigido por Chalbaud, Caín adolescente (1959) fue una adaptación de su obra de teatro. Desde entonces dirigió más de 20 largometrajes entre los que podemos citar: El pez que fuma (1977), La oveja negra (1987), Pandemonium, la capital del infierno (1997).

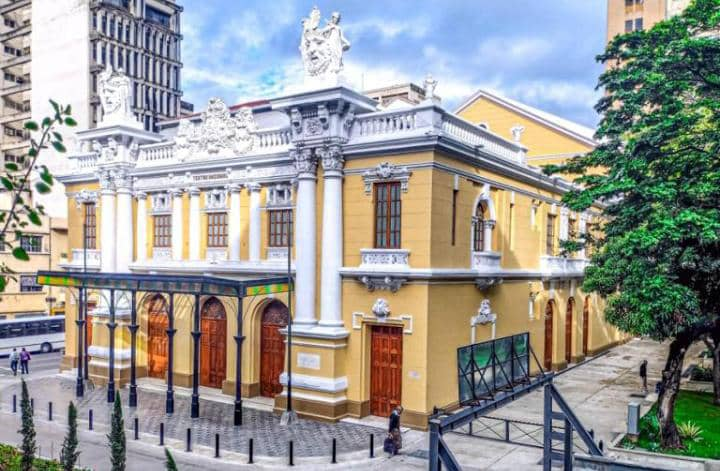
Teatro Nacional Román Chalbaud.

En televisión dirigió numerosas producciones, tales como: El cuento venezolano televisado, Boves, el Urogallo, sobre la novela de Francisco Herrera Luque; La trepadora de Rómulo Gallegos; La hija de Juana Crespo de José Ignacio Cabrujas, Salvador Garmendia e Ibsen Martínez, El asesinato de Carlos Delgado Chalbaud, entre otras. Dirigió la serie televisiva Amores de barrio adentro de Rodolfo Santana.

En 2008 junto a la fundación Villa del Cine dirigió Zamora, tierra y hombres libres (2009), un largometraje de época sobre la vida de Ezequiel Zamora.

### Muerte y legado
Chalbaud murió en Caracas el 12 de septiembre de 2023, a los 91 años. Poco después de su muerte, el Teatro Nacional de Venezuela pasó a llevar el nombre de Chalbaud.

## Filmografía como director

### Cine
- Muñequita linda (2023)
- La planta insolente (2014)
- Días de poder (2011)
- Zamora, tierra y hombres libres (2009)
- El Caracazo (2005)
- Pandemonium, la capital del infierno (1997)
- El corazón de las tinieblas (1990)
- Cuchillos de fuego (1990)
- La oveja negra (1987)
- Manon (1986)
- Ratón de ferretería (1985)
- Cangrejo II (1984)
- La gata borracha (1983)
- Cangrejo (1982)
- Bodas de papel (1979)
- El rebaño de los ángeles (1979)
- Carmen, la que contaba 16 años (1978)
- El pez que fuma (1977)
- Sagrado y obsceno (1976)
- La quema de Judas (1974)
- Chévere o La victoria de Wellington [cortometraje] (1971)
- Cuentos para mayores (1963)
- Caín adolescente (1959)

### Televisión
- Amores de barrio adentro (2005)
- Las González (2002)
- Guerra de mujeres (2001)
- Amantes de luna llena (2000)
- El perdón de los pecados (1996)
- Crónicas del asombro (1993)
- La historia del Cine Venezolano (1992)
- Joseph Conrad (1991)
- Tormento (1987)
- Piel de zapa (1978)
- La hija de Juana Crespo (1977)
- Tormento (1977)
- Boves, el urogallo (1974)
- La trepadora (1973)
- La doña (1972)
- Sacrificio de mujer (1972)
- Bárbara (1971)
- Niebla (1957)
- Marianela (1957)
- Bodas de sangre (1957)
- La piel de zapa (1956)
- Crimen y castigo (1956)
- El cuento venezolano televisado (1954)
- Teatro en el tiempo (1954)
- Donde nace el recuerdo (1953)

## Filmografía como escritor

### Cine
- Pandemonium, la capital del infierno (1997). Adaptación de su obra de teatro 'Vesícula de nácar'. Coescrito con David Suárez.
- Cuchillos de fuego (1989). Adaptación de su obra de teatro 'Todo bicho de uña'. Coescrito con David Suárez.
- La oveja negra (1987). Coescrito con David Suárez.
- El pez que fuma (1977). Adaptación de su obra de teatro homónima. Coescrito con José Ignacio Cabrujas.
- Sagrado y obsceno (1976). Adaptación de su obra de teatro homónima. Coescrito con José Ignacio Cabrujas.
- La quema de Judas (1974). Adaptación de su obra de teatro homónima. Coescrito con José Ignacio Cabrujas.
- Cuando quiero llorar no lloro (1972). Adaptación de la novela homónima de Miguel Otero Silva.
- Caín adolescente (1959). Adaptación de su obra de teatro homónima.

### Televisión
- Aguas turbulentas (2002)
- La comadre (1979)

## Filmografía como productor
- El Caracazo (2005)

## Teatro
- Los adolescentes (1952)
- Muros horizontales (1953)
- Caín adolescente (1955)
- Réquiem para un eclipse (1957)
- Cantata para Chirinos (1960)
- Sagrado y obsceno (1961)
- Las pinzas Café y orquídeas (1962)
- Los ángeles terribles (1967)
- El pez que fuma (1968)
- Ratón de ferretería (1972)
- La cenicienta de la ira (1974)
- La cigarra y la hormiga/El viejo grupo (1981)
- Todo bicho de uña (1982)
- Vesícula de nácar (1992)
- La magnolia inválida (1993)
- Reina pepeada (1996)
- Preguntas (1998)

## Premios
- Premio Nacional de Teatro de Venezuela (1984)
- Premio Nacional de Cine de Venezuela (1990)